# لويد أووسو
لويد أووسو (بالإنجليزية: Lloyd Owusu)‏ هو لاعب كرة قدم غاني في مركز الهجوم، ولد في 12 ديسمبر 1976 في سلاو في المملكة المتحدة. شارك مع منتخب غانا لكرة القدم. أما مع النوادي، فقد لعب مع أديلايد يونايتد وبرايتون أند هوف ألبيون وشيفيلد وينزداي ونادي بارنت ونادي برينتفورد ونادي تشيلتنهام تاون لكرة القدم ونادي ريدنغ ونادي لوتون تاون ووايت سيتي وودفيل ويوفل تاون.

## وصلات خارجية
- لويد أووسو على موقع قاعدة بيانات كرة القدم.إي يو (الإنجليزية)
- لويد أووسو على موقع ناشيونال فوتبول تيمز (الإنجليزية)
- لويد أووسو على موقع Soccerbase.com (لاعب) (الإنجليزية)
- لويد أووسو على موقع Soccerway.com (الإنجليزية)